# دونالد جاكسون (متزلج فني)
دونالد جاكسون (بالإنجليزية: Donald Jackson)‏ (و. 1940  م) هو متزلج فني كندي، ولد في أوشاوا، شارك في الألعاب الأولمبية الشتوية 1960.

## جوائز
حصل على جوائز منها:
- نيشان كندا من رتبة عضو
- وسام أونتاريو.

## روابط خارجية
- دونالد جاكسون على موقع أوليمبيديا (الإنجليزية)
- دونالد جاكسون على موقع قاعة كندا للمشاهير الرياضية (الإنجليزية)
- دونالد جاكسون على موقع قاعة أونتاريو للمشاهير الرياضية (مؤرشف) (الإنجليزية)